# Zacch Pickens
Zacchaeus L. Pickens (Anderson, Carolina del Sur; 6 de marzo de 2000) más conocido como Zacch Pickens, es un jugador profesional estadounidense de fútbol americano, se desempeña en la posición de defensive tackle en Chicago Bears, en la National Football League (NFL).

## Carrera
Hizo su debut profesional con el equipo Chicago Bears, lleva jugando una temporada, comenzó en el 2023.